# Bandera del Territorio Británico del Océano Índico
La bandera del Territorio Británico del Océano Índico fue adoptada el 8 de noviembre de 1990. En esta bandera, como en otras dependencias y antiguas colonias británicas, figura la bandera del Reino Unido “Union Jack” en su cantón. A diferencia de las banderas mencionadas, el fondo no es completamente de color azul o rojo, sino que está formado por siete ondas de color blanco y seis azules, siendo las que están situadas en los bordes de la bandera de color blanco.
En el lado más alejado del mástil aparecen representados los símbolos del Territorio Británico del Océano Índico, una palmera colocada tras la corona real del Reino Unido.